# میلان نرالیچ
میلان نرالیچ (انگلیسی: Milan Neralić؛ ۲۶ فوریهٔ ۱۸۷۵ – ۱۷ فوریهٔ ۱۹۱۸) شمشیرباز اهل اتریش بود.